# Hidden & Dangerous 2
Hidden & Dangerous 2 (abbreviato H&D2) è un videogioco del tipo sparatutto in prima e terza persona tattico prodotto dalla Illusion Softworks e pubblicato dalla Gathering of Developers e dalla Take-Two Interactive. È il seguito di Hidden & Dangerous.
Il gioco, uscito nell'autunno 2003 (seguito un anno dopo dalla relativa espansione Sabre Squadron) è una riproduzione fedele delle operazioni del secondo conflitto mondiale.

## Modalità di gioco
Il videogioco è ambientato nella seconda guerra mondiale e permette di impersonare un commando composto da 1 a 4 soldati della SAS selezionati tra un gruppo di 30, tutti con caratteristiche e abilità diverse, ognuno adatto a compiti diversi, elencati quando si sceglie la squadra da un menù (esiste l'opzione che incarica il computer di creare una squadra equilibrata).
L'obiettivo del videogioco è di intraprendere operazioni di sabotaggio e altre azioni per il nemico dietro le sue linee.
Le operazioni sono suddivise in varie sotto-missioni, per esempio l'Operazione Overlord è suddivisa in due parti.
Prima di iniziare ogni operazione sarà presente un briefing dove sarà illustrata l'operazione in piano teorico, quindi dovrete scegliere le armi da usare tra un vasto arsenale che comprende anche:
- Armi leggere: pistole, rivoltelle (Enfield MarkII inglese) e coltelli
- Armi medie: fucili, fucili di precisione e fucili mitragliatori
- Armi pesanti: fucili d'assalto (StG-44 tedesco), mitragliatrici leggere e lancia-razzi
- Esplosivi: granate e dinamite.
- Equipaggiamento aggiuntivo: zaini, macchine fotografiche, cesoie, kit medici grandi e piccoli, binocoli e bussole
- Caricatori

Molto accurate le divise e le armi (entrambe selezionabili tra una vasta scelta, nella scelta delle armi è possibile selezionare anche quelle delle forze dell'Asse, se conquistate in battaglia), il videogioco prevede la possibilità di guidare tutti i veicoli (ovviamente non ancora distrutti) che si trovano e il motore grafico LS3D engine permette una notevole resa grafica anche su computer dalle modeste prestazioni.
A differenza del suo predecessore, H&D 2 adotta anche una modalità Multiplayer online.

### Nemici
- Tedeschi: presenti nella maggior parte delle missioni (con l'eccezione di quelle in Birmania), non si arrenderanno facilmente, grazie anche al supporto di carri armati Panzer III e Tiger
- Italiani: presenti solo nelle missioni in Africa ed in quelle in Sicilia (queste ultime solo nell'espansione Sabre Squadron),
- Giapponesi: presenti solo nelle missioni in Birmania, non si arrenderanno mai per non venir meno al loro onore e anzi tenteranno, in un ultimo gesto disperato, di farsi saltare in aria con voi e i vostri alleati mentre tengono in mano una granata innescata.

## Multiplayer
Hidden & Dangerous 2 gestisce il gioco multiplayer, disponibile sia tramite internet che tramite rete locale (fino a 32 giocatori). Questo è uno dei punti di forza del gioco: oltre al classico death-match (sia tutti contro tutti sia a squadre) è possibile disputare missioni cooperative (dove i giocatori sono schierati uno accanto all'altro contro l'Asse - interpretata dall'intelligenza artificiale) ma anche di occupazione e ad obiettivi.

### Modalità di gioco
Deatmach: tutti contro tutti, spesso ci si accorda per fare team deatmach, ovvero deatmach a squadre
Missione: Sia asse che alleati hanno degli obbiettivi da compiere per vincere, come proteggere il VIP o far saltare i binari della stazione, in missione quando si viene uccisi non si potrà tornare in campo fino alla fine del round.
Occupazione: Asse e Alleati si contendono la mappa, si può vincere per conquista di tutte le bandiere o quando scade il tempo la squadra che ha totalizzato più punti vince.
Le ambientazioni del gioco sono ventidue. Le mappe della Polonia e delle Ardenne sono dedicate solo al gioco multiplayer.

## Espansione
Illusion Softworks ha messo in commercio un'espansione il 24 ottobre 2004 intitolata Sabre Squadron, che introduce nuove campagne in single player, otto nuove mappe in multiplayer, nuove armi e una modalità cooperativa multiplayer.